# Coupe de la Ligue polonaise de football 2008-2009
La Coupe de la Ligue polonaise de football 2008-2009 (Puchar Ekstraklasy 2008-2009) est la 7e édition officielle de la Coupe de la Ligue polonaise. Le Dyskobolia, tenant du titre, n'a pas pu défendre son bien, à la suite de sa fusion avec le Polonia Varsovie.
C'est le Śląsk Wrocław, pour la première fois de son histoire, qui a remporté la compétition, en s'imposant sur le terrain de l'Odra Wodzisław Śląski sur le score d'un but à zéro.

## Déroulement de la compétition
Seuls les 16 clubs de la première division sont représentés.

Comme pour la première division, les points particuliers sont pris en compte (voir règles de classement).

### Phase de groupes
La phase de poules se déroule en matches aller-retours.

#### Groupe A
|   | Club           | J | V | N | D | BP | BC | Diff. | Pts |
| - | -------------- | - | - | - | - | -- | -- | ----- | --- |
| 1 | Piast Gliwice  | 6 | 3 | 1 | 2 | 9  | 9  | 0     | 10  |
| 2 | Śląsk Wrocław  | 6 | 3 | 1 | 2 | 8  | 5  | +3    | 10  |
| 3 | Wisła Cracovie | 6 | 2 | 2 | 2 | 6  | 6  | 0     | 8   |
| 4 | KS Cracovia    | 6 | 1 | 2 | 3 | 3  | 6  | -3    | 5   |

#### Groupe B
|   | Club                  | J | V | N | D | BP | BC | Diff. | Pts |
| - | --------------------- | - | - | - | - | -- | -- | ----- | --- |
| 1 | Ruch Chorzów          | 6 | 2 | 3 | 1 | 9  | 8  | +1    | 9   |
| 2 | Odra Wodzisław Śląski | 6 | 2 | 3 | 1 | 8  | 6  | +2    | 9   |
| 3 | Górnik Zabrze         | 6 | 2 | 3 | 1 | 6  | 4  | +2    | 9   |
| 4 | Polonia Bytom         | 6 | 1 | 1 | 4 | 5  | 10 | -5    | 4   |

#### Groupe C
|   | Club          | J | V | N | D | BP | BC | Diff. | Pts |
| - | ------------- | - | - | - | - | -- | -- | ----- | --- |
| 1 | Arka Gdynia   | 6 | 4 | 2 | 0 | 14 | 5  | +9    | 14  |
| 2 | GKS Bełchatów | 6 | 2 | 4 | 0 | 11 | 7  | +4    | 10  |
| 3 | Lechia Gdańsk | 6 | 1 | 1 | 4 | 4  | 7  | -3    | 4   |
| 4 | Lech Poznań   | 6 | 1 | 1 | 4 | 4  | 14 | -10   | 4   |

#### Groupe D
|   | Club                  | J | V | N | D | BP | BC | Diff. | Pts |
| - | --------------------- | - | - | - | - | -- | -- | ----- | --- |
| 1 | Legia Varsovie        | 6 | 4 | 1 | 1 | 13 | 7  | +6    | 13  |
| 2 | Polonia Varsovie      | 6 | 3 | 2 | 1 | 7  | 6  | +1    | 11  |
| 3 | Jagiellonia Białystok | 6 | 2 | 2 | 2 | 10 | 8  | +2    | 8   |
| 4 | ŁKS Łódź              | 6 | 0 | 1 | 5 | 6  | 15 | -9    | 1   |

### Quarts de finale
20, 24, 25 et 26 mars - 27, 30 et 31 mars 2009
| Équipe 1              | Aller | Total | Retour  | Équipe 2       |
| Odra Wodzisław Śląski | 2 - 2 | 4 - 4 | 2 - 2 ¹ | Piast Gliwice  |
| Śląsk Wrocław         | 3 - 0 | 4 - 0 | 1 - 0   | Ruch Chorzów   |
| Polonia Varsovie      | 0 - 2 | 2 - 4 | 2 - 2   | Arka Gdynia    |
| GKS Bełchatów         | 1 - 1 | 3 - 2 | 2 - 1   | Legia Varsovie |

¹ Victoire aux tirs au but 4-2 de l'Odra Wodzislaw Slaski.

### Demi-finale
21 et 22 avril - 28 et 29 avril 2009
| Équipe 1              | Aller | Total | Retour | Équipe 2      |
| Odra Wodzisław Śląski | 0 - 0 | 2 - 0 | 2 - 0  | GKS Bełchatów |
| Śląsk Wrocław         | 3 - 0 | 3 - 1 | 0 - 1  | Arka Gdynia   |

### Finale
| 13 mai 2009 | Odra Wodzisław Śląski | 0 – 1 | Śląsk Wrocław | Stade Aleja                                    |                                                |
| 20h00       |                       |       | Ulatowski 31e | Spectateurs : ≈ 6 200 Arbitrage : Marcin Szulc | Spectateurs : ≈ 6 200 Arbitrage : Marcin Szulc |
| 20h00       | Rapport               |       |               | Spectateurs : ≈ 6 200 Arbitrage : Marcin Szulc | Spectateurs : ≈ 6 200 Arbitrage : Marcin Szulc |

## Liens

### Internes
- Championnat de Pologne 2008-2009
- Liga 2008-2009
- Coupe de Pologne 2008-2009

### Externes
- (pl) La Coupe de la Ligue sur 90minut.pl